# کتاب کلارنس
کتاب کلارنس (انگلیسی: The Book of Clarence) یک فیلم کمدی-درام آمریکایی محصول ۲۰۲۳ به نویسندگی و کارگردانی جیمز ساموئل است. در این فیلم کیت استنفیلد، عمر سی، آنا دیوپ، آرجی کایلر، دیوید اویلوو، مایکل وارد، الفری وودارد، تیانا تیلور، کیلب مک‌لافلین، اریک کوفی-آبرفا، ماریان ژان-بتیست، جیمز مک‌آووی و بندیکت کامبربچ به ایفای نقش پرداخته‌اند.
این فیلم نخستین نمایش جهانی خود را در شصت و هفتمین جشنواره فیلم لندن در ۱۱ اکتبر ۲۰۲۳ داشت و در ۱۲ ژانویه ۲۰۲۴ توسط ترایستار پیکچرز در ایالات متحده اکران شد. این فیلم نقدهای عموماً مثبتی از سوی منتقدان دریافت کرد.

## داستان
مردی به نام کلارنس که در سال ۲۹ پس از میلاد در اورشلیم زندگی می‌کند، به نظر می‌رسد با ادعای اینکه مسیح جدیدی است که توسط خدا فرستاده شده‌است، از ظهور عیسی مسیح سرمایه‌گذاری می‌کند تا خود را از شر بدهی‌ها رها کند و زندگی خود را آغاز کند.

## بازیگران
- کیت استنفیلد
- عمر سی
- آنا دیوپ
- آرجی کایلر
- دیوید اویلوو
- مایکل وارد
- الفری وودارد
- تیانا تیلور
- کیلب مک‌لافلین
- اریک کوفی-آبرفا
- ماریان ژان-بتیست
- جیمز مک‌آووی
- بندیکت کامبربچ
- نیکلس پینک
- بابس اولسانموکون
- چیس دیلون
- تام گلین-کارنی
- تام وان-لاولر

## تولید
فیلمبرداری در نوامبر ۲۰۲۲ در ماترا، ایتالیا آغاز شد.